# Baníkovské sedlo
Das Baníkovské sedlo ist ein 2040 m n.m. (nach älteren Angaben 2045 m n.m.) hoher Sattel auf der slowakischen Seite der Westtatra, im geomorphologischen Teil Roháče. Er befindet sich auf dem Hauptkamm, zwischen dem westlich gelegenen Berg Pachoľa (2167 m n.m.) und dem namensgebenden Baníkov (2178 m n.m.) im Osten und verbindet die Täler Spálená dolina im Nordosten und Parichvost im Südwesten und somit auch die Landschaften Orava und Liptau (slowakisch Liptov).
Der Sattel ist ein wichtiger Kreuzungspunkt von touristischen Wanderwegen: der rot markierte Wanderweg, der dem gesamten Hauptkamm von Roháče folgt, trifft hier einen blau markierten Wanderweg vom Abzweig Pod Lyscom in der Jalovecká dolina und über das Tal Parichvost zum Sattel. Von der Hütte Žiarska chata im Süden kommt hierher ein grün markierter Wanderweg über den Gipfel des Baníkov, der weiter nördlich über die Spálená dolina und Seen Roháčske plesá zur Hütte Ťatliakova chata führt. Am Sattel beginnt ebenfalls ein gelb markierter Wanderweg, der (zuerst durch Mitbenutzung des grün markierten Wanderwegs) zum Abzweig Adamcuľa verläuft.